# Dextrogyre (chimie)
Pour les articles homonymes, voir Dextrogyre.

Deux énantiomères d'alanine. Seule l'alanine lévogyre est utilisée dans la synthèse des protéines.

En chimie, une molécule dextrogyre (« qui tourne à droite », du latin dexter, « droit », et du grec ancien γῦρος / gŷros « anneau, cercle ») a la propriété de faire dévier le plan de polarisation de la lumière polarisée vers la droite d'un observateur qui reçoit la lumière. (Plus précisément, l'observateur en question voit le plan tourner dans le sens des aiguilles d'une montre.)
Au niveau de l'agencement moléculaire, cette polarisation de la lumière permet de distinguer les molécules chirales (qui peuvent avoir deux agencements distincts et symétriquement opposables en miroir). On parle alors d'énantiomères d'une molécule, qui peuvent être dextrogyre ou lévogyre.
Par convention, une molécule dextrogyre est notée (+), et une molécule lévogyre est notée (-). Cette nomenclature est différente de la nomenclature L/D, qui ne s'applique qu'à certaines biomolécules (typiquement acides aminés et sucres). Ainsi, si tous les acides aminés naturels utilisés et/ou synthétisés par les êtres vivants sont L (à quelques exceptions près), c'est plutôt le contraire en ce qui concerne les sucres.
Il est important de remarquer qu'un énantiomère dextrogyre ou lévogyre n'est pas forcément R (pour rectus) ou S (pour sinister) dans la nomenclature Cahn-Ingold-Prelog.
En résumé, il n'y a aucun rapport entre le pouvoir rotatoire et les nomenclature R/S et L/D.